# Gare de Tulln
La gare de Tulln (en allemand Bahnhof Tulln) est une gare ferroviaire autrichienne.

## Histoire
La gare est mise en service en 1870.
La gare est entièrement rénovée en 2018 pour 42 millions d'euros. L'accessibilité a été notablement améliorée avec notamment la reconstruction des quais, l'installation de trois ascenseurs et des facilités pour les personnes âgées, celles avec des poucettes ou des vélos. Le bâtiment d'origine a été modernisé tout en lui conservant sont aspect historique. Une œuvre d'Egon Schiele, né à Tulin dans le bâtiment de la gare, est installée dans la zone d'attente.

## Service des voyageurs

### Accueil

Installations
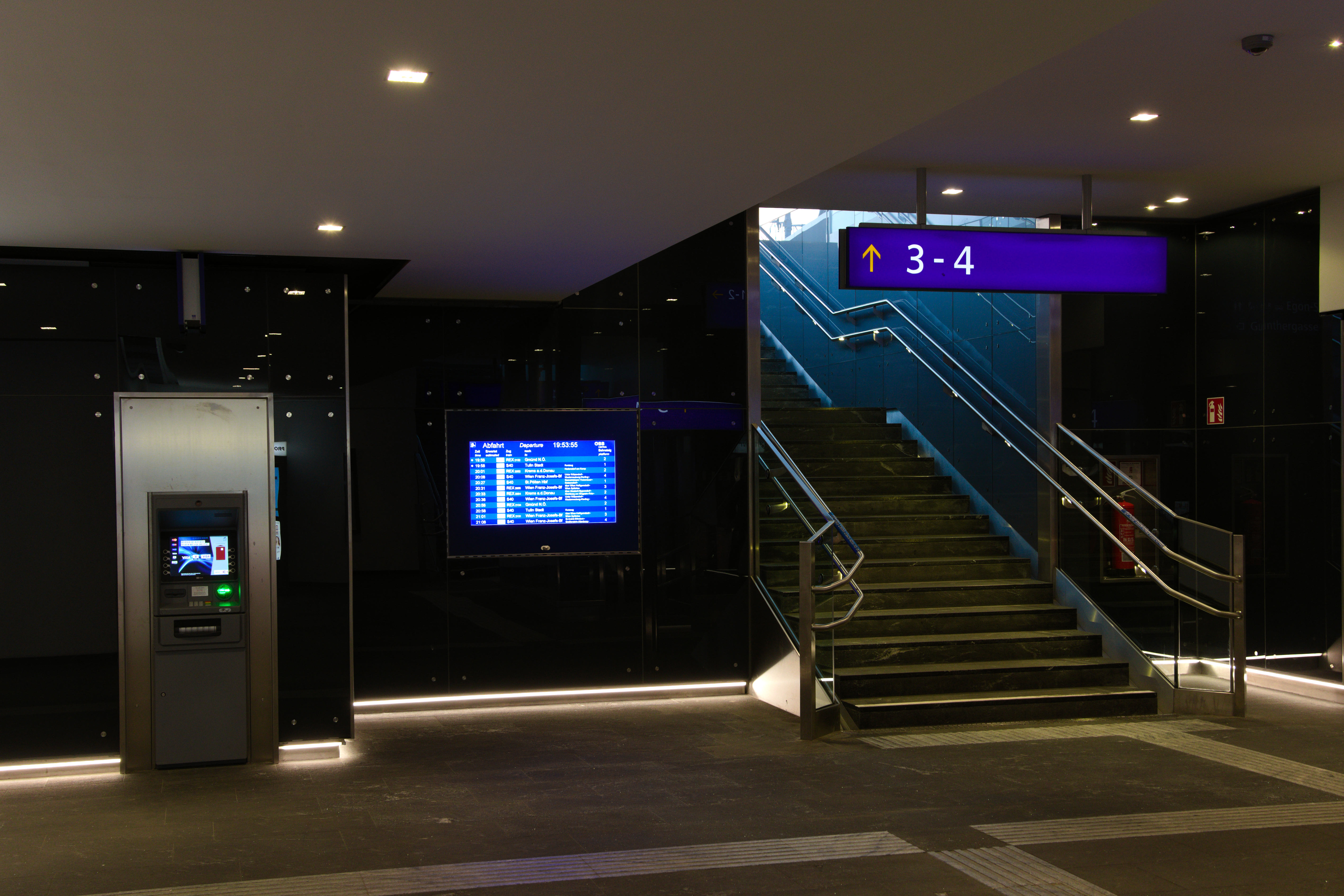
En 2019.
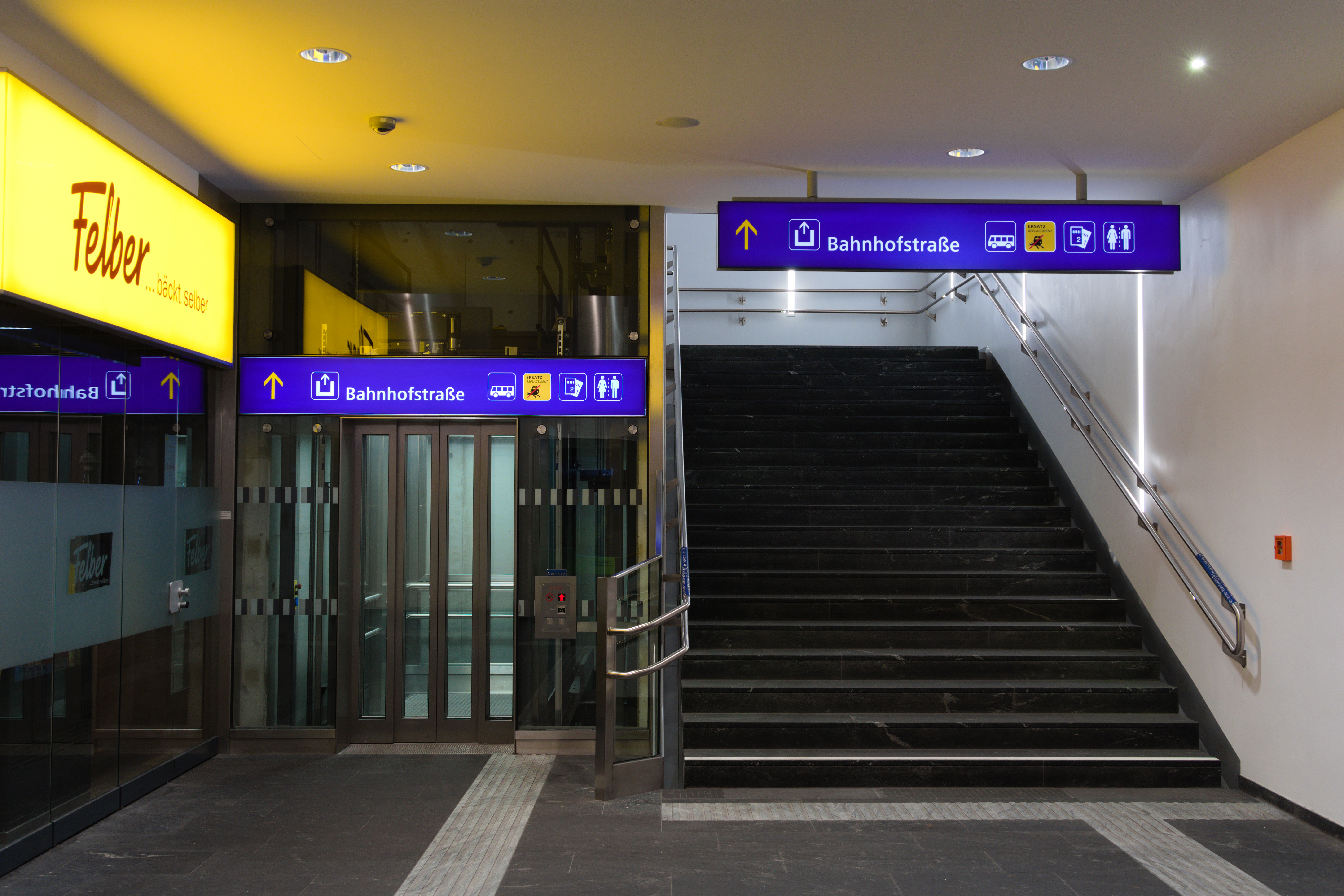
En 2019.
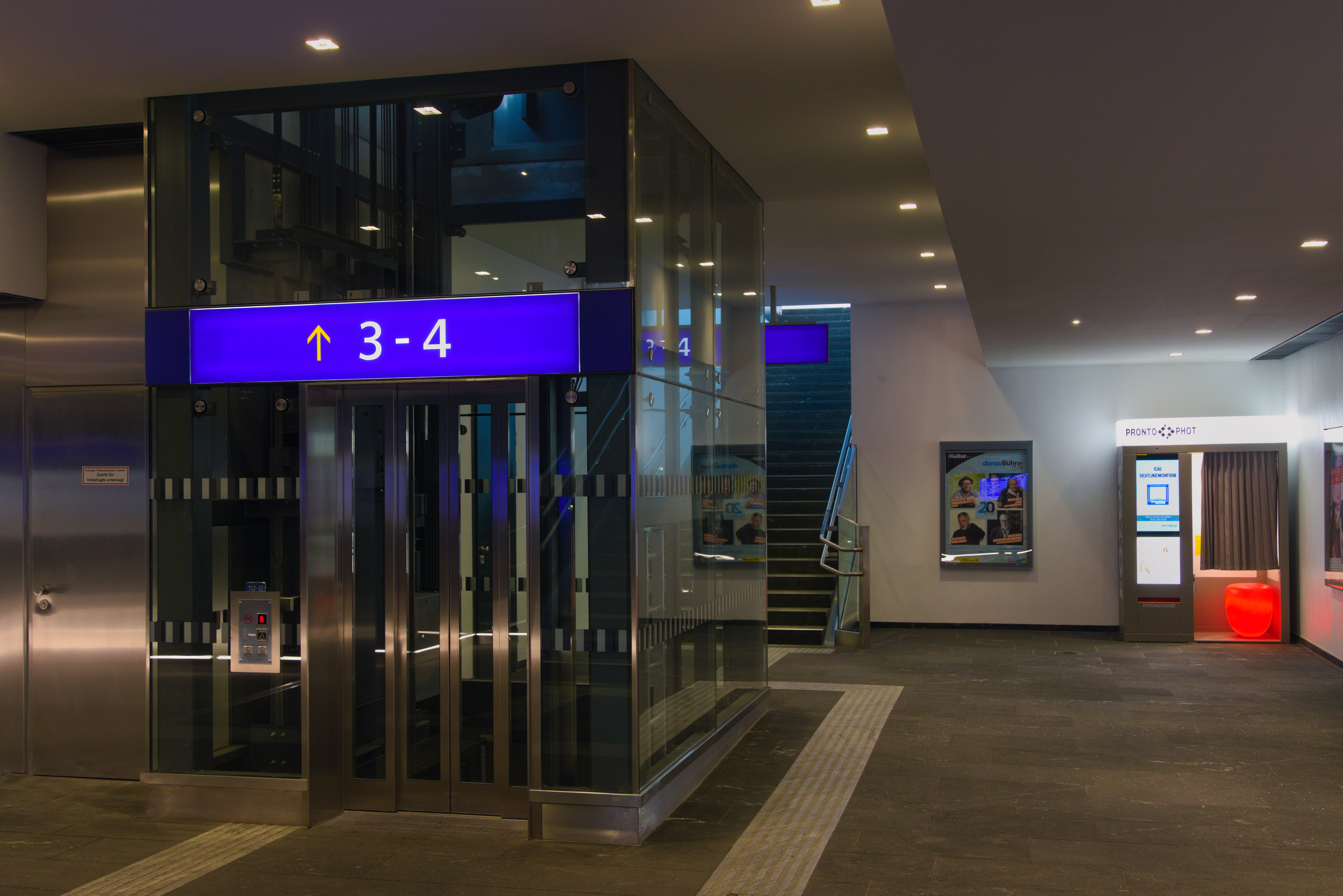
En 2019.

### Desserte

Installations et desserte
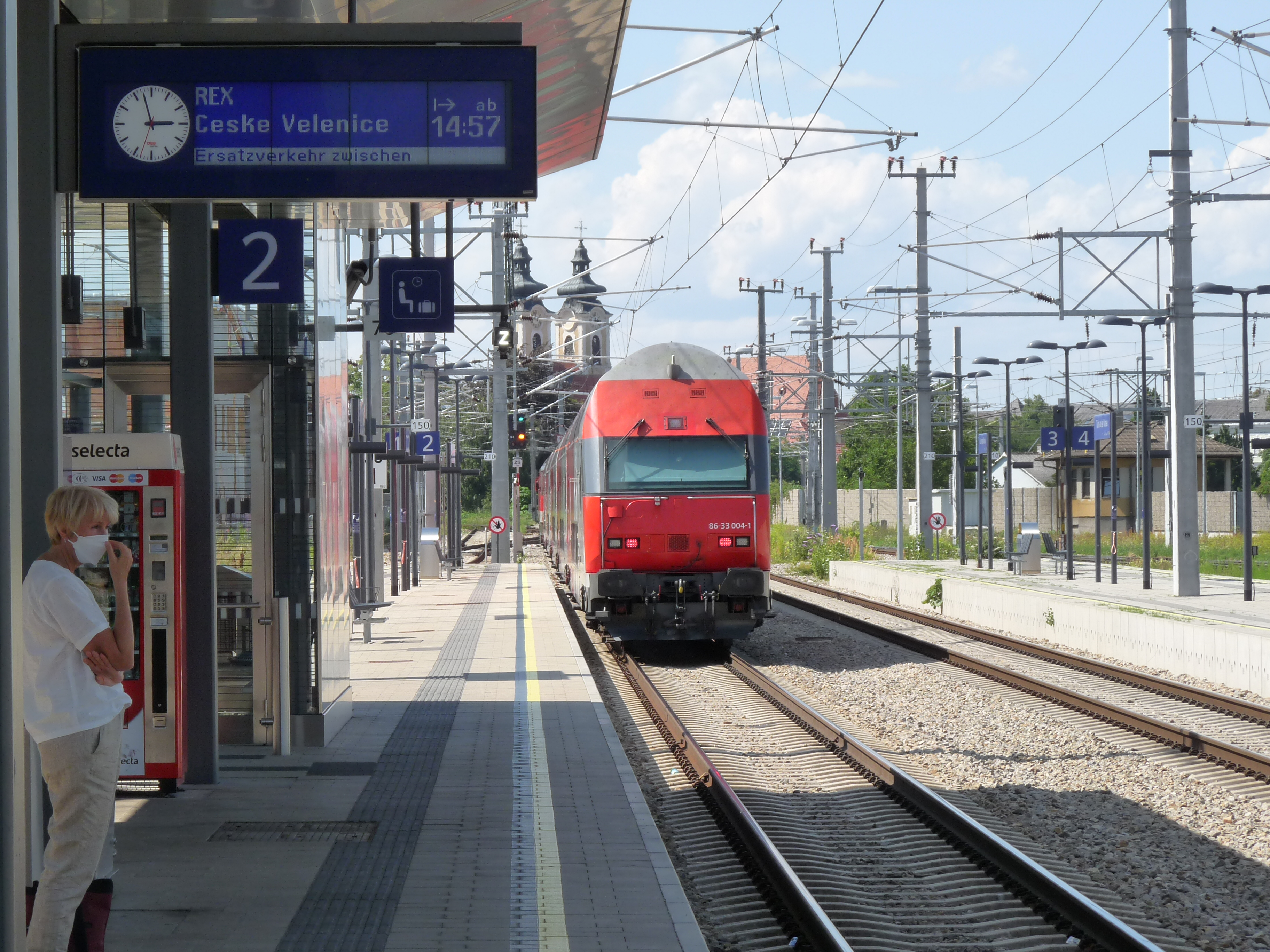
En 2021.
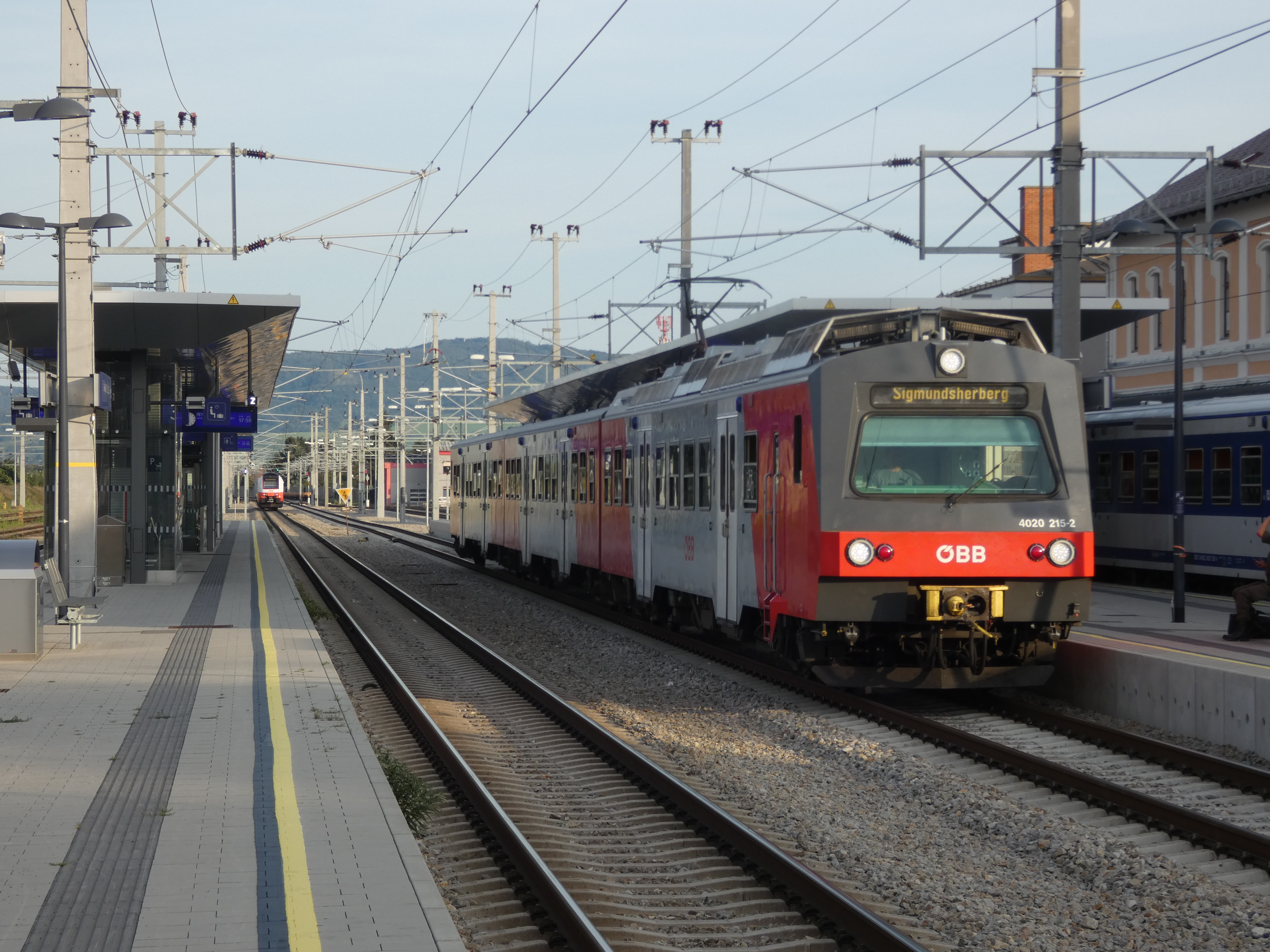
En 2020.
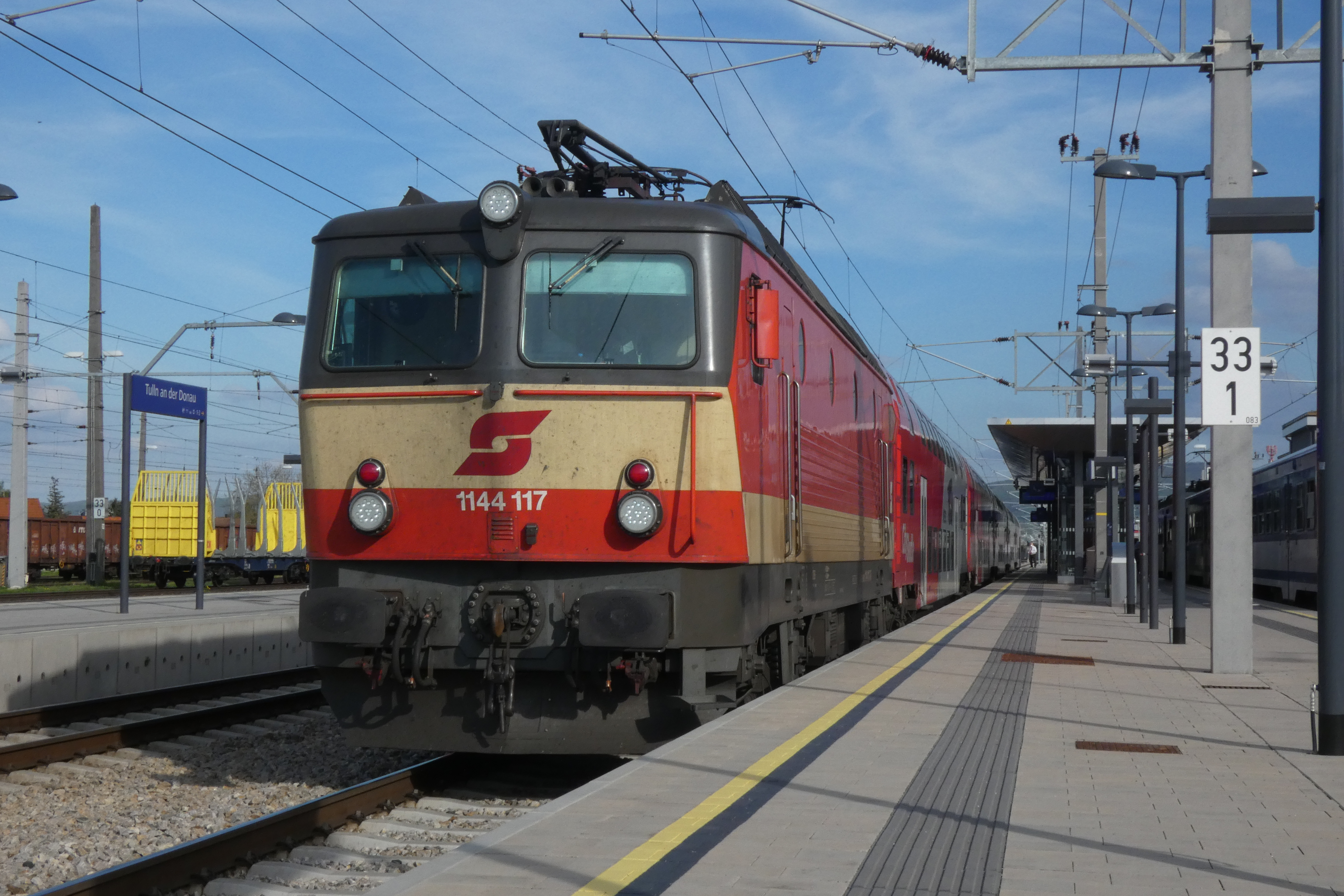
En 2021.